# Aimyon
 (janvier 2025).
Aimyon (あいみょん), (de son vrai nom Morii Aimi), est une chanteuse et parolière japonaise née le 6 mars 1995 à Nishinomiya, au Japon.

## Biographie
Aimyon est née le 6 mars 1995 dans la ville de Nishinomiya dans la préfecture de Hyōgo.  
Sa carrière d'auteur-compositrice-interprète est en partie influencée par sa grand-mère, qui aspirait elle-même à devenir chanteuse, et par son père qui travaillait comme ingénieur du son. Pendant ses années de collège, elle commence à écrire des chansons et à faire des reprises avec une guitare acoustique, prêtée par son professeur d'anglais. Alors qu'elle est au lycée, une amie envoya sa candidature pour une audition à son insu, au cours de laquelle elle se qualifia pour les phases finales. Après avoir terminé son cursus au lycée, une vidéo YouTube de l'une de ses performances attire l'attention de son premier label de musique, Lastrum Music Entertainment. 
Aimyon a écrit les paroles de la chanson Time Goes By du troisième single du groupe Johnny's West, sorti le 4 février 2015. Le 4 mars 2015, elle a fait ses débuts en indépendante avec le single Anata Kaibou Junaika (Shine), une sortie disponible uniquement chez Tower Records, qui entre dans le top dix des Oricon Indies. En avril 2015, elle sort son premier mini-album, Tamago, et son deuxième mini-album, Nikumarekko Yo ni Habakaru, en décembre de la même année,. 
Aimyon signe un contrat avec le sous-label Unborde de Warner Music Group, et a sort son premier single important avec ce label, Ikite Itanda Yona, le 30 novembre 2016. 
Le 31 décembre 2018, elle fait sa première apparition à la 69e édition de la Kōhaku Uta Gassen de NHK, prestigieux programme de musique Nouvel An du Japon, où elle chante sa chanson Marigold,.
Avec son album, Sixième Sens Temporaire (瞬間的シックスセンス) sorti en février 2019, Aimyon devient la chanteuse pop Japonaise la plus populaire du Japon.

## Discographie

### Albums studio
| Titre                                             | Détails de l'album                                                                              | Position   | Position  | Ventes          | Certifications |
| Titre                                             | Détails de l'album                                                                              | JPN Oricon | JPN Chaud | Ventes          | Certifications |
| ------------------------------------------------- | ----------------------------------------------------------------------------------------------- | ---------- | --------- | --------------- | -------------- |
| Enthousiasme de jeunesse (青春のエキサイトメント) | - Sortie: 13 septembre 2017 - Label: Unborde - Formats: CD, téléchargement numérique, streaming | 26         | 13        | - JPN: 88 000   |                |
| Sixième Sens Temporaire (瞬間的シックスセンス)    | - Sortie: 13 février 2019 - Label: Unborde - Formats: CD, téléchargement numérique, streaming   | 2          | 2         | - JPN : 174 000 | - RIAJ : Or    |

### EPs
| Tamago                                          | - Sortie: 20 mai 2015 - Label: Lastrum Music Entertainment - Formats: CD, téléchargement numérique, streaming     | 82  | 49 | - JPN: 10 000 |
| Nikumarekko Yo ni Habakaru                      | - Sortie: 2 décembre 2015 - Label: Lastrum Music Entertainment - Formats: CD, téléchargement numérique, streaming | 106 | 86 | - JPN: 4 000  |
| Ai wo Tsutaetaida toka                          | - Sortie: 10 mai 2018 - Label: Unborde - Formats: téléchargement numérique, simple 12 pouces                      | 108 | -  |               |
| "-" indique les éléments absents du classement. | |     |    |               |

### Singles

#### En tant qu'artiste principale
| Anata Kaibou Junaika (Shine)(貴方解剖純愛歌~死ね~) | 2015 | -    | 48   |                                      | Tamago                                           |
| Ikite Itanda yo na(生きていたんだよな)             | 2016 | 67   | 41   |                                      | 青春のエキサイトメント(Enthousiasme de jeunesse) |
| Ai wo Tsutaetaida toka(愛を伝えたいだとか)         | 2017 | 51   | 15   |                                      | 青春のエキサイトメント(Enthousiasme de jeunesse) |
| Kimi wa Rock wo Kikanai (君はロックを聴かない)     | 2017 | 76   | 12   | - RIAJ (numérique) : or              | 青春のエキサイトメント(Enthousiasme de jeunesse) |
| Seulement sous la pleine lune (満月の夜なら)       | 2018 | 31   | 11   |                                      | 瞬間的シックスセンス (Sixième sens temporaire)   |
| Marigold (マリーゴールド)                          | 2018 | 25   | 1    | - RIAJ (numérique) : Double Platinum | 瞬間的シックスセンス (Sixième sens temporaire)   |
| Que la nuit (今夜このまま)                         | 2018 | 18   | 4    | - RIAJ (numérique) : Platine         | 瞬間的シックスセンス (Sixième sens temporaire)   |
| Haru no Hi (ハルノヒ)                              | 2019 | 6    | 2    | - RIAJ (numérique) : or              | À venir                                          |
| L'odeur d'une nuit d'été (真夏の夜の匂いがする)    | 2019 | 18   | sept |                                      | À venir                                          |
| Son ciel bleu (空の青さを知る人よ)                 | 2019 | sept | 4    |                                      | À venir                                          |
| "-" indique les éléments qui ne figuraient pas.    |      |      |      |                                      |                                                  |

#### En tant qu'artiste invitée
| Titre                                                         | Année | Position  | Album                |
| Titre                                                         | Année | JPN Chaud | Album                |
| ------------------------------------------------------------- | ----- | --------- | -------------------- |
| Nakidashisou da yo (泣き出しそうだよ) ( Radwimps avec Aimyon) | 2018  | 56        | Anti Anti Generation |

#### Singles promotionnels
| Futari no Sekai (ふたりの世界)                                  | 2017 | -  |               | Excitation des jeunes  |
| Hyohaku (漂白)                                                  | 2017 | -  |               | Excitation des jeunes  |
| Même si le fin du monde est demain (あした世界が終わるとしても) | 2019 | 16 | - JPN: 15 000 | Sixième sens momentané |
| Et si ... (ら、のはなし)                                        | 2019 | 46 |               | Sixième sens momentané |
| Présent (プレゼント)                                            | 2019 | 57 |               | Sixième sens momentané |
| Rêve Bengalais (夢追いベンガル)                                 | 2019 | 71 |               | Sixième sens momentané |
| Bonne nuit Bébé                                                 | 2019 | 88 |               | Sixième sens momentané |
| "-" indique les éléments qui ne figuraient pas.                 |      |    |               |                        |

### Autres chansons enregistrées
| Matriochka (マトリョーシカ)                               | 2017 | -  |   | 青春のエキサイトメント(Enthousiasme de jeunesse) |
| Hikari (ひかりもの)                                       | 2019 | 93 | 3 | 瞬間的シックスセンス (Sixième sens temporaire)   |
| Because I'm in Love (恋をしたから)                        | 2019 | -  | - | 瞬間的シックスセンス (Sixième sens temporaire)   |
| A World of Just Me and You (二人だけの国)                 | 2019 | -  | - | 瞬間的シックスセンス (Sixième sens temporaire)   |
| From the Corner Room on the 4th Floor (from 四階の角部屋) | 2019 | -  | - | 瞬間的シックスセンス (Sixième sens temporaire)   |
| "-" indique les éléments qui ne figuraient pas.           |      |    |   |                                                  |

## Doublage
- 2023 : Le Garçon et le Héron (君たちはどう生きるか, Kimi-tachi wa dō ikiru ka?) de Hayao Miyazaki

## Récompenses
| Année | Cérémonie                    | Prix                                              | Œuvre présentée            | Résultat |
| ----- | ---------------------------- | ------------------------------------------------- | -------------------------- | -------- |
| 2017  | Prix FM Q League             | Grand Prix                                        | Kimi wa Rock wo Kikanai    | Lauréat  |
| 2019  | Space shower music award     | Best Creative Works (meilleures œuvres créatives) |                            | Lauréat  |
| 2019  | MTV VMAJ                     | Meilleure vidéo féminine                          | 今夜このまま (Que la Nuit) | Lauréat  |
| 2019  | 61e Japan Record Awards      | Prix d'album d'excellence                         | Shunkanteki Sixth Sense    | Lauréat  |
| 2019  | Billboard Japan Music Awards | Artiste de l'année                                |                            | Lauréat  |
| 2019  | Mnet Asian Music Awards      | Meilleur artiste asiatique - Japon                |                            | Lauréat  |